# Le Secret de l'épervier noir
Pour plus de détails, voir Fiche technique et Distribution.
Le Secret de l’épervier noir (Il segreto dello sparviero nero) est un film italien réalisé par Domenico Paolella, sorti en 1962. 

## Synopsis
Les Anglais recrutent un célèbre et pirate et l'Espagne envoie son meilleur officier, Carlos de Herrera, pour retrouver un document secret tombé aux mains des pirates.

## Fiche technique
- Titre original : Il segreto dello sparviero nero
- Titre français : Le Secret de l’épervier noir
- Réalisation : Domenico Paolella
- Assistant réalisateur :  Tersicore Kolosof
- Scénario : Sergio Sollima et Domenico Paolella
- Décors : Franco D’Andria
- Costumes : Walter Patriarca
- Images : Carlo Bellero
- Montage : Iolanda Benvenuti
- Musique : Gino Filippini
- Production : Fortunato Misiano
- Société de production : Romana film
- Distribution en France :Société Nouvelle des Acacias
- Pays d'origine :  Italie
- Genre : Film de pirates
- Durée : 98 minutes
- Dates de sortie : 
  - Italie : 1er février 1962
  - France : 14 mars 1962

## Distribution
- Lex Barker (VF : Jean-Claude Michel) : le capitaine Carlos Herrera
- Nadia Marlowa : Léonore
- Livio Lorenzon (VF : Henri Djanik) : Sergent Rodriguez
- Walter Barnes (VF : Jean Clarieux) : Calico Jack
- Loris Gizzi (VF : Richard Francœur) : Don Pedro
- Germano Longo (VF : Claude Joseph)  : Pied de chat
- Pina Cornel : Yvette
- Corrado Annicelli  (VF : Michel Gatineau) : Don Antonio
- Gino Buzzanca (VF : Roger Tréville)  : Gouverneur  de Melida
- Walter Licastro (VF : Claude Joseph)  : Olivier
- Zulina Badaloni : La gouvernante
- Giuseppe de Leone : Le pirate messager
- Antonio Corevi : L’amiral dans la taverne
- Piero Pastore : un pirate dans la taverne
- Giulio Battiferri : un pirate dans la taverne
- Linda de Felice :	 Violetta l’aubergiste
- Calisto Calisti : le marchand de peinture
- Giuseppe Chinnici : le ministre anglais
- Ignazio Balsamo : Sancho
- Ho Fu Ling : Chang lee
- Tullio Altamura (en) : L’ambassadeur don Juan Azzorine
- Dina De Santis : Ines
- Gisella Arden : L’amie de Léonore